# Robert Irwin
Robert Clarence Irwin (nascido em 1 de dezembro de 2003)  é um fotógrafo de personalidade e vida selvagem da televisão australiana. Ele hospeda Robert's Real Life Adventures, um programa na rede interna de TV do zoológico de sua família. Ele co-organizou a série de TV Discovery Kids Channel Wild But True e co-criou a série de livros Robert Irwin: Dinosaur Hunter, e atualmente estrela a série Animal Planet Crikey! São os Irwins com a mãe, Terri, e a irmã, Bindi. Ele é filho de Steve Irwin e neto de Bob Irwin.

## Início da vida
Robert Irwin nasceu em 1 de dezembro de 2003, o segundo de dois filhos e único filho da personalidade da televisão australiana, zoológico e ambientalista Steve Irwin e de Terri Irwin e neto do naturalista e conservacionista animal Robert "Bob" Irwin. Robert é um cidadão duplo da Austrália (através de seu pai) e dos Estados Unidos (através de sua mãe). Ele tem ascendência inglesa e irlandesa, com uma abundância de ascendência irlandesa do lado de seu pai. Robert e sua irmã Bindi Irwin foram educados em casa no zoológico da Austrália.
Durante um show público em 2 de janeiro de 2004, o pai de Robert, Steve, carregou Robert, então com um mês de idade, em seus braços enquanto alimentava manualmente um crocodilo de água salgada. Robert Irwin estava perto do crocodilo, e as comparações foram feitas na imprensa de Michael Jackson balançando de seu filho, Prince Michael Jackson II, fora de uma janela do hotel alemão. O incidente levou o governo de Queensland a mudar suas leis de manipulação de crocodilos, proibindo crianças e adultos não treinados de entrar em recintos de crocodilos.

## Carreira
Em 2009, Irwin teve uma participação especial em Free Willy: Escape from Pirate's Cove. Em 2012, Irwin apareceu ao lado de sua mãe e irmã em uma série de TV intitulada Wildlife Warriors, de Steve Irwin, que lhe rendeu uma indicação ao Logie Award de 2013 como o Mais Popular Novo Talento Masculino. Em 2014 e 2015, Irwin organizou uma série de TV chamada Wild But True no Discovery Kids Channel.  O programa foi posteriormente nomeado para o Prêmio Internacional Emmy Kids na categoria em 2016.
Em 2013, Irwin lançou uma série de livros, intitulada Dinosaur Hunter, que foi co-autor de Lachlan Creag e Jack Wells.
Em 2015, ele apareceu como convidado na série britânica de vida selvagem Ten Deadliest Snakes no episódio focado nas cobras venenosas da Austrália. Ele guiou o apresentador Nigel Marven, no zoológico da Austrália, a procurar uma cobra preta de barriga vermelha .
Irwin foi vice-campeão na categoria júnior da competição de Fotógrafo de Natureza Australiano do Ano em 2016. Irwin também é colaborador de fotografia da revista Austrália Zoo Crikey. Irwin também embarcou em expedições fotográficas em todo o mundo, desde a savana da África até as montanhas da Nova Zelândia, o deserto da Europa e todos os lugares entre o mundo. Ele usa seu amor pela fotografia para ajudar a aumentar a conscientização sobre a conservação da vida selvagem, e também levantou dezenas de milhares de dólares para a organização sem fins lucrativos Wildlife Warriors, da Irwins, ao leiloar cópias de seu trabalho em eventos em todo o mundo. Ele também se encontrou com líderes mundiais, como Sua Alteza Real, príncipe Charles, para discutir a proteção do habitat natural.
Em 16 de fevereiro de 2017, Irwin fez sua estréia na televisão tarde da noite quando apareceu no The Tonight Show da NBC, estrelado por Jimmy Fallon. Ele apresentou um crocodilo anão africano, um tatu que gritava, uma jibóia de cauda vermelha e uma preguiça ao anfitrião Jimmy Fallon. Irwin subseqüentemente voltou a aparecer no Tonight Show em várias ocasiões, apresentando uma seleção diferente de animais a cada vez. Em abril de 2019, Irwin apareceu no programa onze vezes. Irwin também é um fotógrafo ávido e também é o principal colaborador de fotografia da revista Australia Zoo Crikey. Ele também embarcou em muitas expedições fotográficas em todo o mundo, desde as savanas da África até as montanhas da Nova Zelândia, o deserto da Europa e todos os outros lugares.
| Encontro                | Animais |
| ----------------------- | --- |
| 16 de fevereiro de 2017 | Crocodilo anão africano, tatu gritando, jibóia de cauda vermelha, preguiça                                                             |
| 20 de abril de 2017     | Escorpião, dois filhotes de urso preto, dois lagartos sem pernas, binturong, tucano- aracari verde                                     |
| 7 de junho de 2017      | Bebê texugo norte-americano, filhote de jacaré e tartaruga de 100 anos de idade, bebê canguru vermelho (joey), três filhotes de javali |
| 23 de novembro de 2017  | Tamandua tamanduá, dois leopardo filhotes, coendou, albino python birmanesa                                                            |
| 25 de janeiro de 2018   | Castor, tarântula, bebê muntjac, jacinto arara                                                                                         |
| 2 de maio de 2018       | Seis cabras pigmeus africanas, kookaburra, capivara, jacaré americano                                                                  |
| 19 de setembro de 2018  | Avestruz bebê, duas serpentes, tarântula, Falcão-lanário (com Kevin Hart )                                                             |
| 22 de novembro de 2018  | Lontras de garras asiáticas de dois bebês, dois filhotes de porco-espinho com crista africana, aardvark, zebra de bebê                 |
| 23 de janeiro de 2019   | Planador de açúcar, baratas apimentadas, três servais de bebê, camelo dromedário                                                       |
| 25 de fevereiro de 2019 | Monitor de água asiático, coruja, American Shorthair                                                                                   |
| 30 de abril de 2019     | Milípede africano gigante, cavalo em miniatura, mandril                                                                                |

Em 6 de abril de 2017, Robert Irwin foi investido como membro e embaixador da Scouts Austrália, formalizando uma parceria entre a organização e o zoológico da Austrália. O objetivo da parceria é incentivar os jovens da Austrália a se envolverem com a natureza e a conservação.
Na Austrália Zoo TV, Irwin aparece em seu próprio canal.

## Filmografia

### Filme
| Ano  | Título                                    | Função                 | Notas              |
| ---- | ----------------------------------------- | ---------------------- | ------------------ |
| 2010 | Willy grátis: Escape from Pirate's Cove   | O menino pirata        | Não creditado      |
| 2015 | O Filme Bob Esponja: Esponja Fora da Água | Kyle the Seagull (voz) | Versão australiana |

### Televisão
| Ano   | Título                | Função    | Notas         |
| ----- | --------------------- | --------- | ------------- |
| 2018– | Crikey! São os Irwins | Ele mesmo | Série regular |